# Barbacjan
Barbacjan – imię męskie pochodzenia łacińskiego, oznaczające "pochodzący od Barbata, należący do Barbata". Patronem tego imienia jest św. Barbacjan, kapłan z Rawenny.
Barbacjan imieniny obchodzi 31 grudnia.